# Casa de Surena
A casa de Surena (em latim: Surena; em persa médio: 𐭮𐭥𐭫𐭩𐭭; em parta: 𐭎𐭅𐭓𐭉𐭍; romaniz.: Surēn) é uma das sete grandes casas do Irã e uma das suas que explicitamente foram citadas em fontes do Império Parta.

## História
O chefe da casa de Surena teve o privilégio de coroar o primeiro rei parta no século III a.C., que fundou uma tradição que foi continuada por seus descendentes. Com a subsequente criação do Império Sassânida, os Surenas então mudaram de lado e começaram a servir os persas, em cuja corte foram identificados como um dos chamados "clãs partas". O último descendente atestado da família foi um comandante militar ativo no norte da China durante o século IX.
É provável que detivesse propriedades no Sacastão, isto é, na região entre Aracósia e Drangiana no atual sudeste do Irã e sul do Afeganistão. Parecem ter governado o Sistão (que deriva seu nome de 'Sacastão') como seu feudo pessoal. Ernst Herzfeld sustentou que a dinastia do xainxá indo-parta Gondofares (r. 19–46) representava a Casa de Surena. Outros membros notáveis da família incluem o comandante de cavalaria do século I a.C. Surena, Gregório, o Iluminador, e Chir-Gusnaspe, um marzobã (marquês) da Armênia do século VI que tentou estabelecer o zoroastrismo naquele país. Mir-Narses, o ministro de quatro xainxás sassânidas, era Surena.